# Goddelijke Voorzienigheidskerk (Helmond)
De Goddelijke Voorzienigheidskerk was een rooms-katholiek kerkgebouw te Helmond, gelegen aan de Ittersestraat 57.

## Geschiedenis
De kerk moest voorzien in de naoorlogse uitbreiding van de wijk Helmond-West. Ten behoeve van de kerkbouw moesten een aantal oudere woningen worden gesloopt. De bouw van de kerk begon in 1956, de ingebruikname was in 1957 en de inwijding in 1958.
Architect was Jan Magis. De grote kerk beschikte over 900 zitplaatsen. In de jaren 80 van de 20e eeuw begon het kerkbezoek terug te lopen en reeds in 1987 werd de kerk gesloopt. Hiervoor in de plaats kwam een nieuwe, kleinere kerk, ontworpen door G. van Gendt en Roel Mühlstaff. Deze had slechts 120 zitplaatsen.
Toen de Helmondse Annakerk in 1996 sloot, kreeg deze kleinere kerk de naam: Goddelijke Voorzienigheid - Sint-Anna.

## Gebouw
De oorspronkelijke Goddelijke Voorzienigheidskerk betrof een rechthoekig bakstenen gebouw onder plat dak, met een vooruitspringende ingangspartij en geflankeerd door een bakstenen klokkentoren.
Het nieuwe, kleinere, kerkje is een sober bakstenen gebouwtje onder zadeldak. Het dak is getooid met een eenvoudig dakruitertje met klok. Opvallend zijn de ronde plexiglas bogen boven de ingangspartij en de zijvensters. De eerste steen van de oorspronkelijke kerk, daterend van 1956, is aan de muur van het nieuwe kerkje bevestigd.